# Distretto di Mae Rim
Mae Rim (in thai แม่ริม) è un distretto (Amphoe) situato nella Provincia di Chiang Mai, in Thailandia.

## Storia
Formalmente il distretto fu chiamato Khwaeng Mae Rim. Nel 1914 fu promosso a distretto (amphoe).

## Geografia
I distretti confinanti sono il Mae Taeng, San Sai, Mueang Chiang Mai, Hang Dong e Samoeng.

## Amministrazione
Il distretto Mae Chaem è diviso in 11 sotto-distretti (Tambon), che sono a loro volta divisi in 91 villaggi (Muban).
| n° | Nome                   | Villaggi | Abitanti |
| -- | ---------------------- | -------- | -------- |
| 1  | Rim Tai (ริมใต้)         | 8        | 9.498    |
| 2  | Rim Nuea (ริมเหนือ)      | 4        | 3.336    |
| 3  | San Pong (สันโป่ง)       | 11       | 9.425    |
| 4  | Khilek (ขี้เหล็ก)         | 10       | 7.357    |
| 5  | Saluang (สะลวง)        | 8        | 4.731    |
| 6  | Huai Sai (ห้วยทราย)     | 5        | 4.253    |
| 7  | Mae Raem (แม่แรม)       | 12       | 8.264    |
| 8  | Pong Yaeng (โป่งแยง)    | 9        | 9.922    |
| 9  | Mae Sa (แม่สา)          | 6        | 6.448    |
| 10 | Don Kaeo (ดอนแก้ว)      | 10       | 14.286   |
| 11 | Mueang Kaeo (เหมืองแก้ว) | 9        | 5.423    |

## Galleria d'immagini

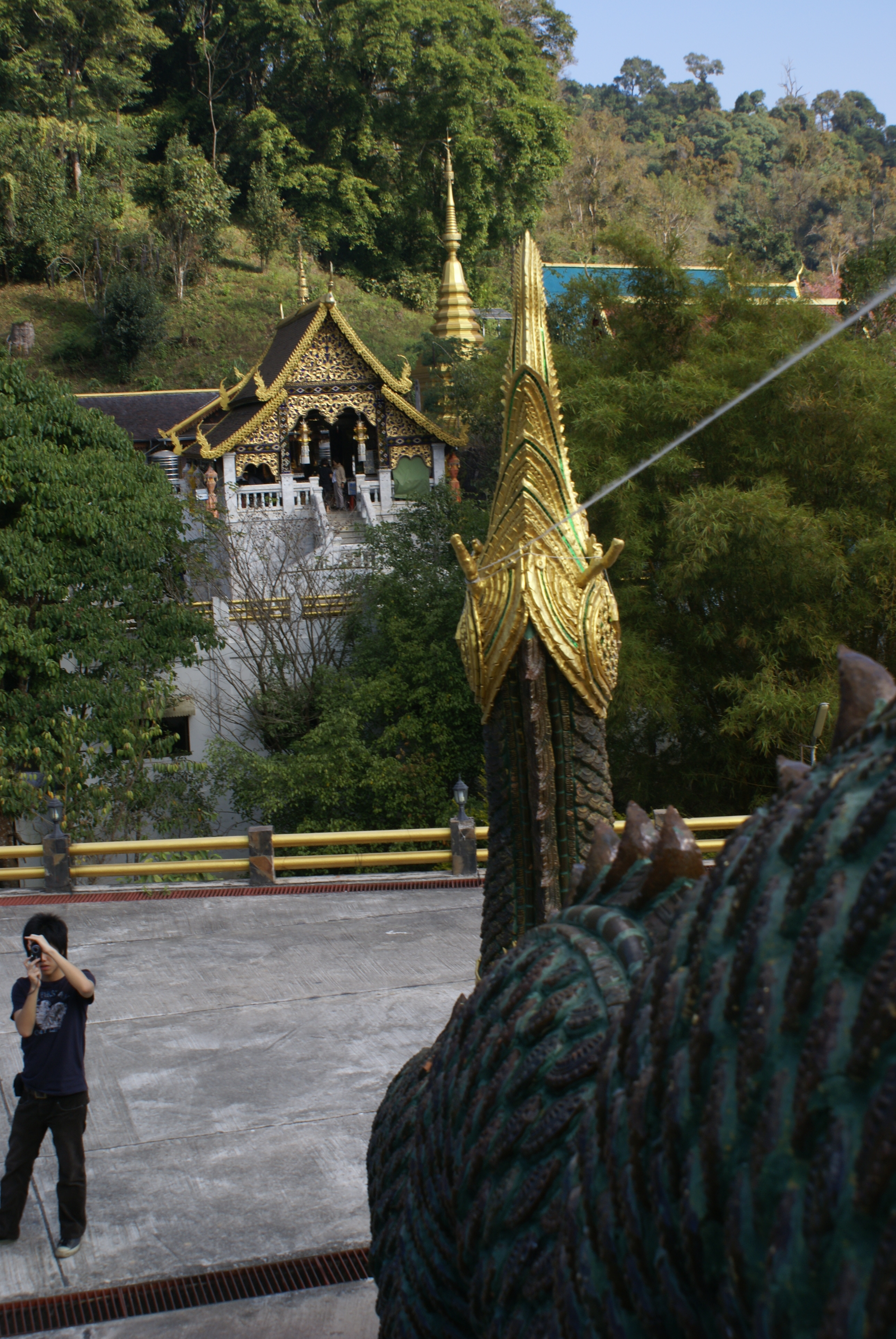
Mae Raem
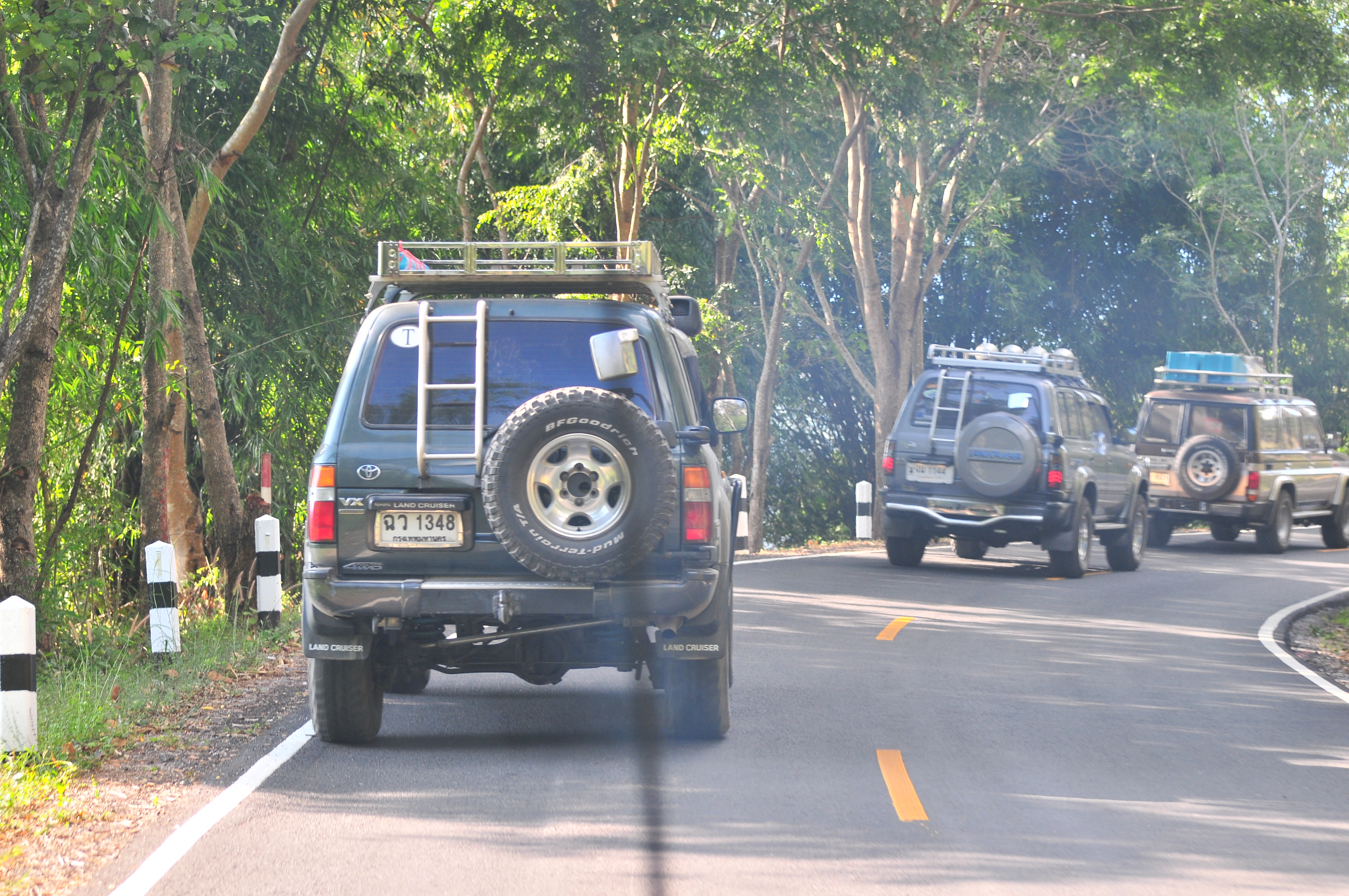
Macchine sulla strada di Pong Yaeng
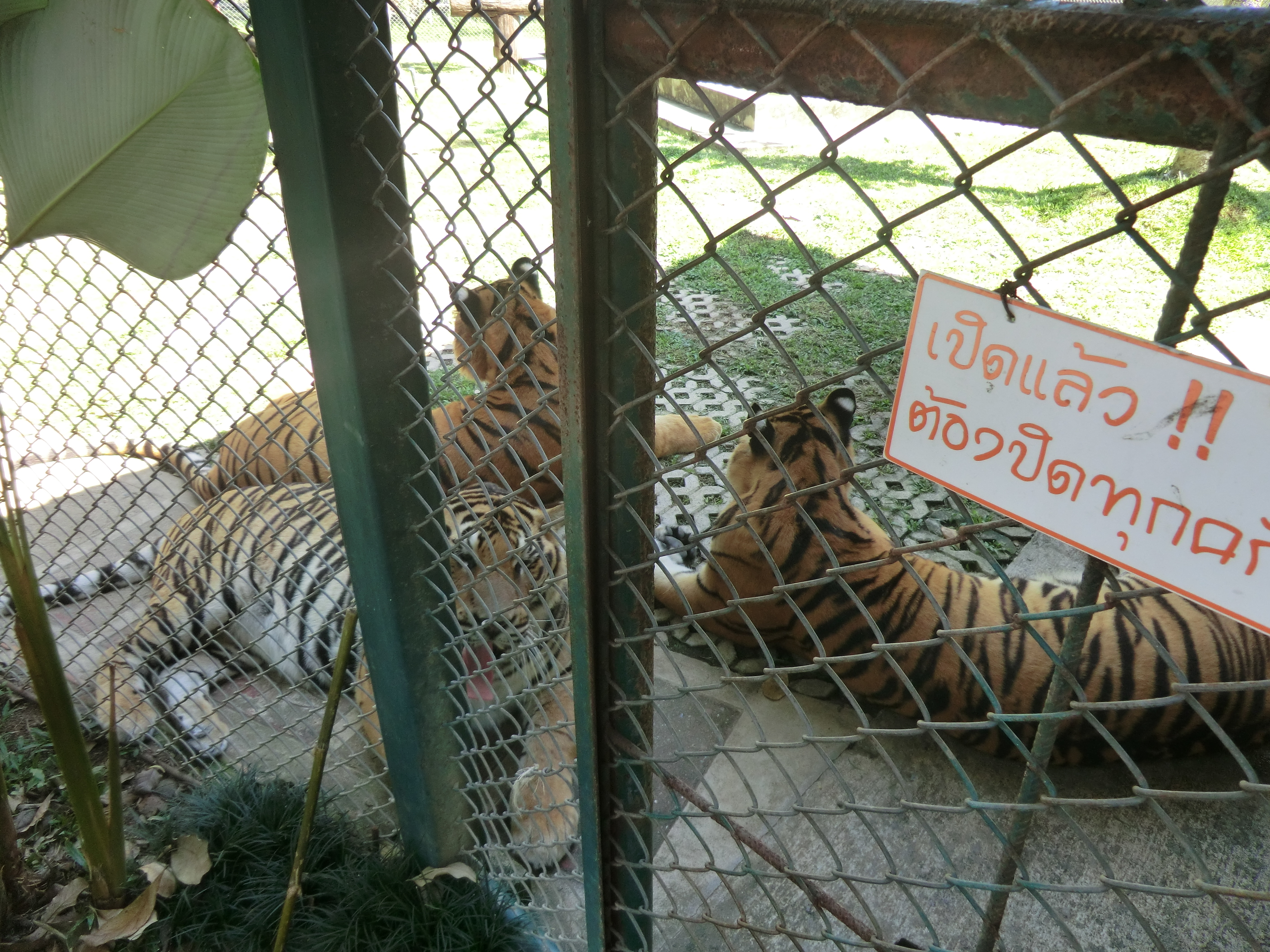
Tigri nel sottodistretto di Mae Raem
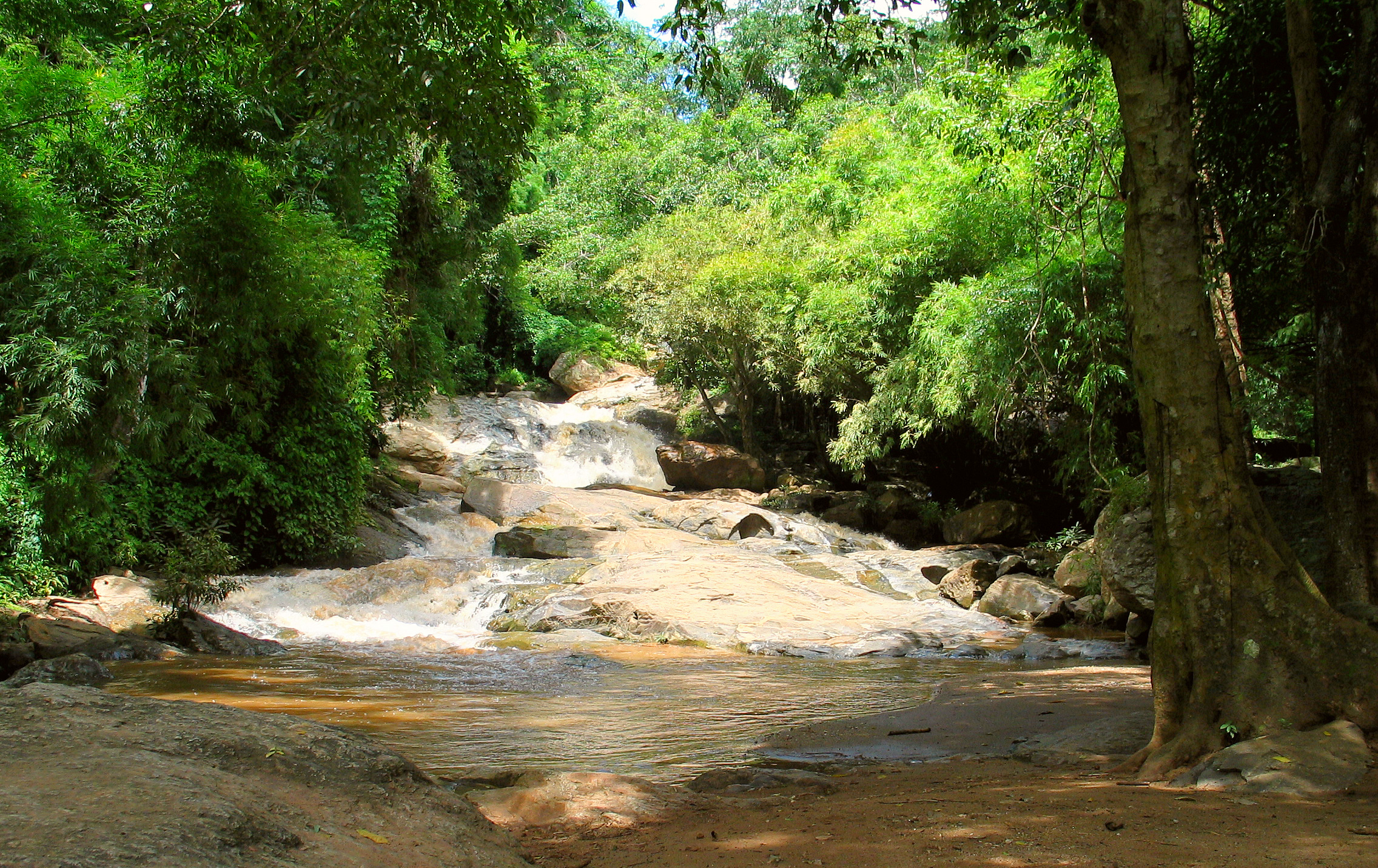
Cascate nel parco nazionale di Doi Suthep, area nel distretto di Mae Rim